# میکولوف (ناحیه تپلیتسه)
میکولوف (به چکی: Mikulov) یک منطقهٔ مسکونی در جمهوری چک است که در ناحیه تپلیتسه واقع شده‌است. میکولوف ۳٫۱۹ کیلومتر مربع مساحت و ۲۱۳ نفر جمعیت دارد و ۵۹۵ متر بالاتر از سطح دریا واقع شده‌است.